# Inquisitor elegans
Inquisitor elegans é uma espécie de gastrópode do gênero Inquisitor, pertencente a família Pseudomelatomidae.